# Stephen Coppinger
Stephen Coppinger (* 24. September 1984 in Dublin, Irland) ist ein ehemaliger südafrikanischer Squashspieler.

## Karriere
Stephen Coppinger wurde in Dublin in Irland geboren, wuchs aber in seinem Heimatland Südafrika auf. Er besuchte das Hilton College in KwaZulu-Natal.
Er begann seine professionelle Karriere in der Saison 2006 und gewann zehn Titel auf der PSA World Tour. Seine höchste Platzierung in der Weltrangliste erreichte er mit Position 14 im April 2015. 2014 erreichte er mit dem Einzug ins Viertelfinale sein bestes Resultat bei einer Weltmeisterschaft. Bei den südafrikanischen Landesmeisterschaften gewann er zwischen 2007 und 2016 acht Titel. Mit der südafrikanischen Nationalmannschaft nahm er 2007, 2009, 2011 und 2013 an Weltmeisterschaften teil. Im Oktober 2017 beendete er seine Karriere.

## Persönliches
Er ist verheiratet und hat mit seiner Ehefrau einen gemeinsamen Sohn (* 2016).

## Erfolge
- Gewonnene PSA-Titel: 10
- Südafrikanischer Meister: 8 Titel (2007, 2008, 2010–2013, 2015, 2016)